# Lista i wyniki gal Babilon MMA
Lista i wyniki gal Babilon MMA.

## Lista gal
| Nr | Gala                                        | Data                 | Miejsce                                      | Transmisja                                                                 |
| -- | ------------------------------------------- | -------------------- | -------------------------------------------- | -------------------------------------------------------------------------- |
| 1  | Babilon MMA 1: Seaside Fight                | 18 sierpnia 2017     | Międzyzdroje, Amfiteatr Międzyzdroje         | Facebook                                                                   |
| 2  | Babilon MMA 2: Kołecki vs. Orkowski         | 2 grudnia 2017       | Legionowo, Arena Legionowo                   | Polsat Sport Fight, Polsat Sport, Polsat, IplaTV                           |
| 3  | Babilon MMA 3: Kołecki vs. Borowski         | 16 marca 2018        | Radom, Hala MOSiR                            | Polsat Sport Fight, Polsat Sport, Polsat, IplaTV                           |
| 4  | Babilon MMA 4: Kołecki vs. Cuk              | 8 czerwca 2018       | Ełk, Hala MOSiR                              | Polsat Sport Fight, Super Polsat, Polsat, IplaTV                           |
| 5  | Babilon MMA 5: Skibiński vs. Melillo        | 18 sierpnia 2018     | Międzyzdroje, Amfiteatr Międzyzdroje         | Polsat Sport Fight, Super Polsat, Polsat                                   |
| 6  | Babilon MMA 6: Pawlak vs. Skibiński         | 15 grudnia 2018      | Raszyn, Centrum Sportu Raszyn                | Polsat Sport Fight, Super Polsat, Polsat                                   |
| 7  | Babilon MMA 7: Kita vs. Głuchowski          | 25 stycznia 2019     | Żyrardów, Aqua Żyrardów                      | Polsat Sport Fight, Super Polsat, Polsat                                   |
| 8  | Babilon MMA 8: Babilon Fight Night 1        | 31 maja 2019         | Pruszków, Arena Pruszków                     | Polsat Sport, Polsat Sport Fight, Polsat Sport Extra, Super Polsat, Polsat |
| 9  | Babilon MMA 9: Kita vs. Oliveira            | 16 sierpnia 2019     | Międzyzdroje, Amfiteatr Międzyzdroje         | Polsat Sport, Polsat Sport Fight, Super Polsat                             |
| 10 | Babilon MMA 10: Podziemny Krąg              | 26 października 2019 | Wieliczka, Kopalnia Soli „Wieliczka”         | Polsat Sport Fight, Polsat Sport, Super Polsat, IplaTV                     |
| 11 | Babilon MMA 11: Skibiński vs. Nalgiev       | 13 grudnia 2019      | Radom, Hala MOSiR                            | Polsat Sport Fight, Polsat Sport                                           |
| 12 | Babilon MMA 12: Pawlak vs. Błeszyński       | 7 lutego 2020        | Łomża, Hala MOSiR                            | Polsat Sport Extra, Super Polsat                                           |
| 13 | Babilon MMA 13: Live in Studio              | 29 maja 2020         | Radom, Budynek Goliat Security               | Polsat Sport, Polsat Sport Fight, Super Polsat                             |
| 14 | Babilon MMA 14: Live in Studio              | 26 czerwca 2020      | Radom, Budynek Goliat Security               | Polsat Sport Fight, Polsat Sport Extra                                     |
| 15 | Babilon MMA 15: Skibiński vs. Medvedovski   | 28 sierpnia 2020     | Rawa Mazowiecka, Hotel Ossa Conference & Spa | Polsat Sport, Super Polsat                                                 |
| 16 | Babilon MMA 16: Rutkowski vs. Runge         | 25 września 2020     | Legionowo, DPD Arena                         | Polsat Sport Extra, Super Polsat, IplaTV                                   |
| 17 | Babilon MMA 17: Żółtaszek vs. Valtonen      | 30 października 2020 | Radom, Budynek Goliat Security               | Super Polsat, Polsat Sport Fight, IplaTV                                   |
| 18 | Babilon MMA 18: Revenge                     | 27 listopada 2020    | Warszawa, Explosion Club                     | Super Polsat, Polsat Sport Fight, IplaTV                                   |
| 19 | Babilon MMA 19: Stawowy vs. Szaflarski      | 12 lutego 2021       | Warszawa, Explosion Club                     | Super Polsat, Polsat Sport Fight, IplaTV                                   |
| 20 | Babilon MMA 20: Śmiełowski vs. Gutowski     | 26 marca 2021        | Warszawa, Explosion Club                     | Super Polsat, Polsat Sport Fight, IplaTV                                   |
| 21 | Babilon MMA 21: Pawlak vs. Guzev            | 30 kwietnia 2021     | Warszawa, Explosion Club                     | Super Polsat, Polsat Sport Fight, IplaTV                                   |
| 22 | Babilon MMA 22: Błeszyński vs. Wawrzyniak   | 21 maja 2021         | Warszawa, Explosion Club                     | Super Polsat, Polsat Sport Fight, IplaTV                                   |
| 23 | Babilon MMA 23: Stawowy vs. Valtonen        | 26 czerwca 2021      | Ożarów Mazowiecki, Hotel Mazurkas            | Super Polsat, Polsat Sport Fight, IplaTV                                   |
| 24 | Babilon MMA 24: Niedzielski vs. Vulchin     | 17 września 2021     | Żyrardów, Aqua Żyrardów                      | Super Polsat, Polsat Sport Fight, Polsat Box Go                            |
| 25 | Babilon MMA 25: Kacprzak vs. Gutowski       | 8 października 2021  | Łomża, Hala sportowa Olimpijczyków Polskich  | Super Polsat, Polsat Sport Fight, Polsat Box Go, Polsat Sport News         |
| 26 | Babilon MMA 26: Wawrzyniak vs. Łopaczyk     | 12 listopada 2021    | Ożarów Mazowiecki, Hotel Mazurkas            | Super Polsat, Polsat Sport Fight, Polsat Box Go                            |
| 27 | Babilon MMA 27: Sudolski vs. Pasternak      | 28 stycznia 2022     | Skierniewice, Hala Sportowa OSIR             | Super Polsat, Polsat Sport Fight, Polsat Box Go                            |
| 28 | Babilon MMA 28: Wawrzyniak vs. Łaguna       | 3 czerwca 2022       | Nowy Targ, Miejska Hala Lodowa               | Super Polsat, Polsat Sport Fight, Polsat Box Go                            |
| 29 | Babilon MMA 29: Kacprzak vs. Zorczykowski   | 10 czerwca 2022      | Radom, Radomskie Centrum Sportu              | Super Polsat, Polsat Sport Fight, Polsat Box Go                            |
| 30 | Babilon MMA 30: Sudolski vs. Macedo         | 8 lipca 2022         | Międzyzdroje, Amfiteatr Międzyzdroje         | Super Polsat, Polsat Sport Fight, Polsat Box Go, Polsat Sport              |
| 31 | Babilon MMA 31: Błeszyński vs. Zimmer       | 28 października 2022 | Grodzisk Mazowiecki,                         | Super Polsat, Polsat Sport Fight, Polsat Box Go                            |
| 32 | Babilon MMA 32: Rusiński vs. Siwiec         | 11 listopada 2022    | Radom, Radomskie Centrum Sportu              | Super Polsat, Polsat Sport Fight, Polsat Box Go                            |
| 33 | Babilon MMA 33: Skrzek vs. Wyroślak         | 10 grudnia 2022      | Ożarów Mazowiecki, Hotel Mazurkas            | Super Polsat, Polsat Sport Fight, Polsat Box Go                            |
| 34 | Babilon MMA 34: Kacprzak vs. Mendlewski     | 27 stycznia 2023     | Żyrardów, Aqua Żyrardów                      | Super Polsat, Polsat Sport Fight, Polsat Box Go                            |
| 35 | Babilon MMA 35: Wawrzyniak vs. Błeszyński 2 | 21 kwietnia 2023     | Jaworzno, Hala MCKiS                         | Super Polsat, Polsat Sport Fight, Polsat Box Go                            |
| 36 | Babilon MMA 36: Łaguna vs. Kouadja          | 10 czerwca 2023      | Ostrołęka, Hala MOSiR                        | Super Polsat, Polsat Sport Fight, Polsat Box Go                            |
| 37 | Babilon MMA 37: Sianos vs. Dubiela          | 28 lipca 2023        | Międzyzdroje, Amfiteatr Międzyzdroje         | Super Polsat, Polsat Sport Fight, Polsat Box Go                            |
| 38 | Babilon MMA 38: Łopaczyk vs. Jakimowicz     | 22 września 2023     | Chełm, Hala MOSiR                            | Super Polsat, Polsat Sport Fight, Polsat Box Go                            |
| 39 | Babilon MMA 39: Kacprzak vs. Rakowicz       | 30 września 2023     | Radom, Radomskie Centrum Sportu              | Super Polsat, Polsat Sport Fight, Polsat Box Go                            |
| 40 | Babilon MMA 40: Lamparski vs. Makarowski    | 7 października 2023  | Wieliczka, Kopalnia Soli „Wieliczka”         | Super Polsat, Polsat Sport Fight, Polsat Box Go                            |
| 41 | Babilon MMA 41: Błeszyński vs. Tomczak      | 24 listopada 2023    | Bielsko-Biała, BKS Stal Bielsko-Biała        | Super Polsat, Polsat Sport Fight, Polsat Box Go                            |
| 42 | Babilon MMA 42: Gładkowicz vs. Zając        | 27 stycznia 2024     | Żyrardów, Aqua Żyrardów                      | Super Polsat, Polsat Sport Fight, Polsat Box Go                            |
| 43 | Babilon MMA 43: Makarowski vs. Mendlewski 2 | 22 marca 2024        | Skierniewice, Hala Sportowa OSIR             | Super Polsat, Polsat Sport Fight, Polsat Box Go                            |
| 44 | Babilon MMA 44: Lamparski vs. Martinez      | 23 marca 2024        | Jaworzno, Hala MCKiS                         | Super Polsat, Polsat Sport Fight, Polsat Box Go                            |
| 45 | Babilon MMA 45: Rakowicz vs. Polityło       | 1 czerwca 2024       | Nowy Targ, Miejska Hala Lodowa               | Super Polsat, Polsat Sport Fight, Polsat Box Go                            |
| 46 | Babilon MMA 46: Sianos vs. Thompson         | 9 sierpnia 2024      | Międzyzdroje, Amfiteatr Międzyzdroje         | Super Polsat, Polsat Sport Fight, Polsat Box Go                            |
| 47 | Babilon MMA 47: Dudek vs. Hunanyan          | 28 września 2024     | Wieliczka, Kopalnia Soli „Wieliczka”         | Super Polsat, Polsat Sport Fight, Polsat Box Go                            |
| 48 | Babilon MMA 48: Błeszyński vs. Vogt         | 12 października 2024 | Sosnowiec, Arena Sosnowiec                   | Super Polsat, Polsat Sport Fight, Polsat Box Go                            |
| 49 | Babilon MMA 49: Polityło vs. Majdan         | 22 listopada 2024    | Radom, Hala MOSiR                            | Super Polsat, Polsat Sport Fight, Polsat Box Go                            |
| 50 | Babilon MMA 50: Mendlewski vs. Lamparski    | 7 grudnia 2024       | Ożarów Mazowiecki, Hotel Mazurkas            | Super Polsat, Polsat Sport Fight, Polsat Box Go                            |
| 51 | Babilon MMA 51: Kołecki vs. Mysiala         | 14 marca 2025        | Ciechanów, Hala MOSiR                        | Super Polsat, Polsat Sport Fight, Polsat Box Go                            |
| 52 | Babilon MMA 52: Mendlewski vs. Skrzek       | 17 maja 2025         | Nowy Targ, Miejska Hala Lodowa               | Super Polsat, Polsat Sport Fight, Polsat Box Go                            |
| 53 | Babilon MMA 53: Kołecki vs. Łazarz          | 18 lipca 2025        | Międzyzdroje, Amfiteatr Międzyzdroje         | Super Polsat, Polsat Sport Fight, Polsat Box Go                            |
| 54 | Babilon MMA 54: Błachuta vs. Szczęsny       | 27 września 2025     | Grudziądz, Hala widowiskowo-sportowa         | Super Polsat, Polsat Sport Fight, Polsat Box Go                            |

## Wyniki gal

### Babilon MMA 1: Seaside Fight
Walka Wieczoru
- Walka w kategorii półciężkiej:  Michał Fijałka –  Marcin Łazarz

Zwycięstwo Fijałki przez jednogłośną decyzję sędziów
Karta Główna
- Walka w kategorii lekkiej:  Gracjan Szadziński –  Leonid Smirnov

Zwycięstwo Szadzińskiego przez TKO w 1 rundzie
- Walka w kategorii półśredniej:  Daniel Skibiński –  Łukasz Szczerek

Zwycięstwo Skibińskiego przez poddanie w 2 rundzie
- Walka w kategorii lekkiej:  Krystian Blezień –  Dominik Kowalski

Zwycięstwo Blezienia przez poddanie w 1 rundzie
- Walka w kategorii piórkowej:  Filip Podyma –  Tomasz Smyk

Zwycięstwo Podymy przez poddanie w 3 rundzie

### Babilon MMA 2: Kołecki vs. Orkowski
Walka Wieczoru
- Walka w kategorii ciężkiej:  Szymon Kołecki –  Michał Orkowski

Zwycięstwo Kołeckiego przez TKO w 1 rundzie
Karta Główna
- Walka w kategorii średniej:  Łukasz Bieńkowski –  Rafał Haratyk

Zwycięstwo Haratyka przez niejednogłośną decyzję sędziów
- Walka w umownym limicie -80 kg:   Paweł Pawlak –  Adam Niedźwiedź

Zwycięstwo Pawlaka przez TKO w 2 rundzie
Karta Wstępna
- Walka w kategorii ciężkiej:   Łukasz Łysoniewski –  Ruslan Chapko

Zwycięstwo Łysoniewskiego przez TKO w 1 rundzie
- Walka w umownym limicie -68 kg:  Damian Zorczykowski –  Michał Folc

Zwycięstwo Zorczykowskiego przez jednogłośną decyzję sędziów
- Walka w kategorii półśredniej:  Kamil Oniszczuk –  Paweł Karwowski

Zwycięstwo Oniszczuka przez jednogłośną decyzję sędziów
Walki amatorskie
- Walka w kategorii półciężkiej:   Paweł Grażewicz –  Marcin Trzciński

Zwycięstwo Grażewicza przez TKO w 1 rundzie
- Walka w kategorii piórkowej:   Hubert Lotta –  Tomasz Smyk

Zwycięstwo Lotty przez jednogłośną decyzję sędziów

### Babilon MMA 3: Kołecki vs. Borowski
Walka wieczoru
- Walka w kategorii ciężkiej:   Szymon Kołecki –  Łukasz Borowski

Zwycięstwo Kołeckiego przez TKO w 1 rundzie
Karta Główna
- Walka w umownym limicie -86 kg:  Rafał Haratyk –  Johan Romming

Zwycięstwo Haratyka przez jednogłośną decyzję sędziów
- Walka w kategorii półśredniej:  Daniel Skibiński –  Davy Gallon

Zwycięstwo Skibińskiego przez jednogłośną decyzję sędziów
- Walka w kategorii półśredniej:  Łukasz Bugara –  Michał Elsner

Zwycięstwo Elsnera przez poddanie w 1 rundzie
- Walka w kategorii piórkowej:   Daniel Rutkowski –  Mateusz Siński

Zwycięstwo Rutkowskiego przez TKO w 2 rundzie
- Walka w kategorii półśredniej:   Kamil Oniszczuk –  Maksim Potapov

Zwycięstwo Oniszczuka przez poddanie w 1 rundzie
- Walka w kategorii ciężkiej:   Łukasz Łysoniewski –  Michał Orkowski

Zwycięstwo Orkowskiego przez TKO w 1 rundzie
- Walka w kategorii średniej:   Adam Biegański –  Piotr Przepiórka

Zwycięstwo Biegańskiego przez poddanie w 2 rundzie
- Walka w kategorii piórkowej:  Damian Zorczykowski –  Krystian Krawczyk

Zwycięstwo Krawczyka przez jednogłośną decyzję sędziów
Walka amatorska
- Walka w kategorii piórkowej:   Piotr Kacprzak –  Daniel Matuszek

Zwycięstwo Kacprzaka przez jednogłośną decyzję sędziów
Nagrody bonusowe
- Poddanie wieczoru →  Michał Elsner
- Występ wieczoru →  Daniel Rutkowski
- Walka wieczoru →  Daniel Skibiński –  Davy Gallon

### Babilon MMA 4: Kołecki vs. Cuk
Walka wieczoru
- Walka w kategorii ciężkiej:  Szymon Kołecki –  Ivo Cuk

Zwycięstwo Kołeckiego przez TKO w 1 rundzie
Karta Główna
- Walka w kategorii piórkowej:   Daniel Rutkowski –  Aleksander Georgas

Zwycięstwo Rutkowskiego przez TKO w 1 rundzie
- Walka w kategorii półśredniej:   Piotr Niedzielski –  Mateusz Zawadzki

Zwycięstwo Niedzielskiego przez TKO w 2 rundzie
- Walka w kategorii lekkiej:   Kacper Formela –  Adam Brzezowski

Zwycięstwo Formeli przez TKO w 1 rundzie
- Walka w umownym limicie -68 kg:   Damian Zorczykowski –  Łukasz Kaśniewski

Zwycięstwo Zorczykowskiego przez poddanie w 2 rundzie
- Walka w kategorii półciężkiej:  Paweł Brandys –  Tomas Steponkevičius

Zwycięstwo Brandysa przez TKO w 1 rundzie
Karta Wstępna
- Walka w kategorii średniej:  Michał Pietrzak –  Adam Biegański

Zwycięstwo Pietrzaka przez jednogłośną decyzję sędziów
- Walka w kategorii ciężkiej:   Marcin Kalata –  Kamil Minda

Zwycięstwo Kalaty przez TKO w 1 rundzie
Walka amatorska
- Walka w kategorii piórkowej:   Piotr Kacprzak –  Paweł Szumlas

Zwycięstwo Kacprzaka przez jednogłośną decyzję sędziów

### Babilon MMA 5: Skibiński vs. Melillo
Walka wieczoru
- Walka w kategorii półśredniej:   Daniel Skibiński –  Giovanni Melillo

Zwycięstwo Skibińskiego przez TKO w 1 rundzie
Karta Główna
- Walka w kategorii półciężkiej:  Szymon Kołecki –  Michał Bobrowski

Zwycięstwo Bobrowskiego przez jednogłośną decyzję sędziów
- Walka w kategorii średniej:   Marcin Naruszczka –  Rafał Haratyk

Zwycięstwo Haratyka przez jednogłośną decyzję sędziów
- Walka w kategorii półśredniej:   Paweł Pawlak –  Rafał Lewoń

Zwycięstwo Pawlaka przez TKO w 3 rundzie
- Walka w kategorii półśredniej:   Kamil Oniszczuk –  Said-Magomed Abdulkadyrow

Zwycięstwo Oniszczuka przez jednogłośną decyzję sędziów
Karta Wstępna
- Walka w kategorii lekkiej:   Artur Kamiński –  Paweł Mazajło

Zwycięstwo Mazajły przez jednogłośną decyzję sędziów
- Walka w kategorii półciężkiej:  Łukasz Sudolski –  Piotr Grażewicz

Zwycięstwo Sudolskiego przez TKO w 2 rundzie
- Walka w kategorii piórkowej:   Krystian Krawczyk –  Dominik Gierowski

Zwycięstwo Gierowskiego przez poddanie w 2 rundzie
- Walka w kategorii półciężkiej:   Sławomir Bryła –  Piotr Szczodrowski

Zwycięstwo Bryły przez TKO w 1 rundzie
Nagrody bonusowe
- Nokaut wieczoru →  Daniel Skibiński
- Występ wieczoru →  Michał Bobrowski
- Walka wieczoru →  Paweł Pawlak –  Rafał Lewoń

### Babilon MMA 6: Pawlak vs. Skibiński
Walka wieczoru
- Walka o pas mistrzowski Babilon MMA w kategorii półśredniej:   Paweł Pawlak –  Daniel Skibiński

Zwycięstwo Skibińskiego przez jednogłośną decyzję sędziów
Karta Główna
- Walka w kategorii średniej:   Rafał Haratyk –  Maciej Różański

Zwycięstwo Haratyka przez jednogłośną decyzję sędziów
- Walka w kategorii ciężkiej:   Łukasz Brzeski –  Michał Orkowski

Zwycięstwo Brzeskiego przez TKO w 2 rundzie
- Walka w kategorii piórkowej:   Damian Zorczykowski –  Adrian Kępa

Zwycięstwo Zorczykowskiego przez poddanie (duszenie zza pleców) w 2 rundzie
- Walka w kategorii piórkowej:  Piotr Kacprzak –  Filip Lamparski

Zwycięstwo Kacprzaka przez poddanie (duszenie zza pleców) w 3 rundzie
Walki amatorskie
- Walka w kategorii półśredniej:   Jakub Niewiadomski –  Gabriel Żmudzina

Zwycięstwo Niewiadomskiego przez TKO w 3 rundzie
- Walka w kategorii piórkowej:   Paweł Szumlas –  Tomasz Smyk

Zwycięstwo Szumlasa przez TKO w 2 rundzie

### Babilon MMA 7: Kita vs. Głuchowski
Walka wieczoru
- Walka w kategorii ciężkiej:   Michał Kita –  Artur Głuchowski

Zwycięstwo Kity przez jednogłośną decyzję sędziów
Karta Główna
- Walka w kategorii piórkowej:    Daniel Rutkowski –  Łukasz Rajewski

Zwycięstwo Rutkowskiego przez jednogłośną decyzję sędziów
- Walka w kategorii półśredniej:   Kamil Oniszczuk –  Guilherme Cadena

Zwycięstwo Oniszczuka przez TKO (kontuzja barku) 1 rundzie
- Walka w kategorii lekkiej:   Piotr Niedzielski –  Aleksander Gorszechnik

Zwycięstwo Niedzielskiego przez jednogłośną decyzję sędziów
- Walka w kategorii średniej:  Michał Pietrzak –  Marius Bagdonas

Zwycięstwo Pietrzaka przez TKO (kolano w parterze) w 3 rundzie
- Walka w umownym limicie -67 kg:  Dawid Śmiełowski –  Piotr Kacprzak

Zwycięstwo Śmiełowskiego przez TKO (kontuzja barku) w 1 rundzie
- Walka w kategorii półciężkiej:   Łukasz Sudolski –  Marcin Filipczak

Zwycięstwo Sudolskiego przez TKO (kolano w parterze) w 3 rundzie
Walki amatorskie:
- Walka w umownym limicie -55 kg:   Kacper Michałowski –  Mateusz Nowakowski

Zwycięstwo Michałowskiego przez TKO (ciosy pięściami w parterze) w 3 rundzie
- Walka w kategorii piórkowej kobiet:   Izabela Walczak –  Lara Fornal

Zwycięstwo Walczak przez jednogłośną decyzję sędziów

### Babilon MMA 8: Babilon Fight Night 1
Walka wieczoru
- Walka bokserska o pas międzynarodowego mistrza Polski w kategorii junior ciężkiej[8]:  Michał Cieślak –  Olanrewaju Durodola

Zwycięstwo Cieślaka przez TKO w 2 rundzie
Karta Główna
- Walka o pas mistrzowski Babilon MMA w kategorii piórkowej:  Daniel Rutkowski –  Damian Zorczykowski

Zwycięstwo Rutkowskiego przez TKO (ciosy pięściami w parterze) w 3 rundzie
- Walka w kategorii ciężkiej:   Michał Kita –  Łukasz Brzeski

Remis przez jednogłośną decyzję sędziów
- Walka w kategorii półśredniej:   Daniel Skibiński –  Adriano Rodrigues

Zwycięstwo Skibińskiego przez TKO (ciosy pięściami w parterze) w 2 rundzie
- Walka bokserska w kategorii średniej:  Patryk Cichy –  Andrii Tsiura

Zwycięstwo Tsiura przez TKO w 2 rundzie
- Walka w kategorii średniej:   Michał Pietrzak –  Adrian Błeszyński

Zwycięstwo Pietrzaka przez jednogłośną decyzję sędziów po 3 rundach
- Walka w umownym limicie -97 kg:   Łukasz Sudolski –  Krzysztof Klepacz

Zwycięstwo Sudolskiego przez KO (ciosy w parterze) w 1 rundzie
Walki amatorskie:
- Walka w kategorii piórkowej:   Tomasz Smyk –  Jakub Godlewski

Zwycięstwo Smyka przez TKO (ciosy pięściami) w 3 rundzie
- Walka w kategorii piórkowej kobiet:   Klaudia Syguła –  Oliwia Załuska

Zwycięstwo Syguły przez poddanie (duszenie zza pleców) w 2 rundzie
- Walka w kategorii półśredniej:   Adrian Gralak –  Nazar Onyszczenko

Zwycięstwo Gralka przez TKO (ciosy pięściami w parterze) w 1 rundzie

### Babilon MMA 9: Kita vs. Oliveira
Walka wieczoru

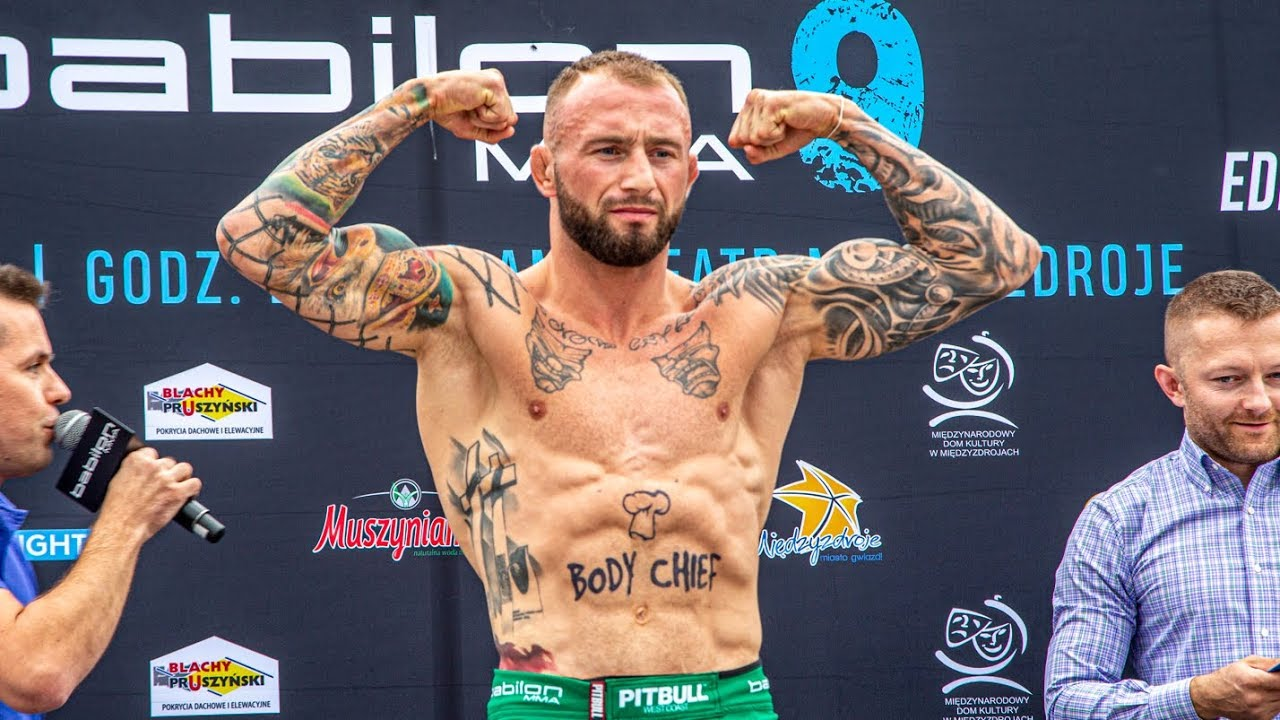
Babilon MMA 9

- Walka w kategorii ciężkiej:   Michał Kita –  Ednaldo Oliveira

Zwycięstwo Oliveiry przez niejednogłośną decyzję sędziów
Karta Główna
- Walka w kategorii półciężkiej:   Łukasz Sudolski –  Mateusz Ostrowski

Zwycięstwo Sudolskiego przez jednogłośną decyzję sędziów
- Walka w kategorii lekkiej:   Piotr Niedzielski –  Uelliton Silva

Zwycięstwo Niedzielskiego przez jednogłośną decyzję sędziów
- Walka w kategorii ciężkiej:  Wojciech Janusz –  Łukasz Łysoniewski

Zwycięstwo Janusza przez KO (ciosy pięściami) w 1 rundzie
- Walka w kategorii lekkiej:   Tomasz Romanowski –  Łukasz Zielonka

Zwycięstwo Romanowskiego przez TKO (cios na wątrobę) w 1 rundzie
- Walka w kategorii koguciej:   Piotr Kamiński –  Piotr Wróblewski

Zwycięstwo Kamińskiego przez poddanie (dźwignia na staw łokciowy) w 1 rundzie
- Walka w kategorii słomkowej kobiet:   Olga Michalska –  Eliza Kuczyńska

Zwycięstwo Michalskiej przez poddanie (duszenie zza pleców) w 3 rundzie

### Babilon MMA 10: Podziemny Krąg
Walka wieczoru
- Walka o pas mistrzowski Babilon MMA oraz FEN w kategorii piórkowej:   Daniel Rutkowski –  Adrian Zieliński

Zwycięstwo Rutkowskiego przez jednogłośną decyzję sędziów
Karta główna
- Walka w kategorii ciężkiej:  Łukasz Brzeski –  Ednaldo Oliveira

Zwycięstwo Brzeskiego przez jednogłośną decyzję sędziów
- Walka w umownym limicie -68 kg:  Krzysztof Gutowski –  Jerry Kvarnstrom

Zwycięstwo Gutkowskiego przez TKO w 1 rundzie
- Walka w kategorii średniej:  Adrian Błeszyński –  Joao Paulo De Carvalho

Zwycięstwo Błeszyńskiego przez TKO w 2 rundzie
- Walka w kategorii koguciej kobiet:  Róża Gumienna –  Raimonda Grundulaite

Zwycięstwo Gumiennej przez TKO w 1 rundzie
Karta wstępna
- Walka w kategorii piórkowej:  Łukasz Michalski –  Piotr Kacprzak

Zwycięstwo Kacprzaka przez poddanie w 1 rundzie

### Babilon MMA 11: Skibiński vs. Nalgiev
Walka wieczoru
- Walka o pas mistrzowski Babilon MMA w kategorii półśredniej:  Daniel Skibiński –  Lom-Ali Nalgiew

Zwycięstwo Skibińskiego przez jednogłośną decyzję sędziów
Karta główna
- Walka w umownym limicie -68 kg:   Daniel Rutkowski –  Estabili Amato

Zwycięstwo Rutkowskiego przez jednogłośną decyzję sędziów
- Walka w kategorii lekkiej:  Łukasz Rajewski –  Piotr Przepiórka

Zwycięstwo Rajewskiego przez poddanie w 3 rundzie
- Walka w umownym limicie -68,5 kg:  Dawid Śmiełowski –  Damian Zorczykowski

Zwycięstwo Śmiełowskiego przez KO w 3 rundzie
- Walka w kategorii piórkowej:  Piotr Kacprzak –  Adam Soldajew

Zwycięstwo Soldaeva przez TKO w 1 rundzie
- Walka w umownym limicie -72 kg:   Adrian Gralak –  Damian Zuba

Zwycięstwo Gralaka przez KO w 1 rundzie
- Walka w kategorii półśredniej:  Karol Skrzypek –  Denis Wesełow

Zwycięstwo Wesełowa przez poddanie w 1 rundzie
Karta wstępna
- Walka w kategorii słomkowej kobiet:   Hanna Gujwan –  Olga Michalska

Zwycięstwo Michalskiej przez jednogłośną decyzję sędziów
- Walka w kategorii koguciej:   Damian Stanek –  Grzegorz Rutkowski

Zwycięstwo Stanka przez jednogłośną decyzję sędziów
- Walka semi-pro w umownym limicie -79 kg:   Mateusz Sosnowski –  Michał Pach

Zwycięstwo Pacha przez niejednogłośną decyzję sędziów

### Babilon MMA 12: Pawlak vs. Błeszyński
Walka wieczoru
- Walka o pas mistrzowski Babilon MMA w kategorii średniej:  Paweł Pawlak –  Adrian Błeszyński

Remis przez niejednogłośną decyzję sędziów (mistrz nie został wyłoniony)
Karta główna
- Walka w umownym limicie -73,5 kg:   Piotr Niedzielski –  Marcos Schmitz

Zwycięstwo Niedzielskiego przez poddanie w 1 rundzie
- Walka w kategorii ciężkiej:   Konrad Dziczek –  Filip Stawowy

Zwycięstwo Stawowego przez TKO w 1 rundzie
- Walka w kategorii półciężkiej:   Adam Biegański –  Mateusz Ostrowski

Zwycięstwo Ostrowskiego przez jednogłośną decyzję sędziów
- Walka w umownym limicie -75 kg:  Piotr Przepiórka –  Marcin Zembala

Zwycięstwo Przepiórki przez jednogłośną decyzję sędziów
- Walka w umownym limicie -73 kg:   Kacper Kozikowski –  Damian Zuba

Zwycięstwo Zuby przez jednogłośną decyzję sędziów
- Walka w kategorii półśredniej:   Piotr Arnista –  Piotr Markowski

Zwycięstwo Markowskiego przez jednogłośną decyzję sędziów
Karta wstępna
- Walka semi-pro w wadze lekkiej:  Krystian Głażewski –  Patryk Wieryszka

Zwycięstwo Głażewskiego przez TKO w 2 rundzie
- Walka semi-pro w wadze koguciej:   Tomasz Przybyła –  Grzegorz Rutkowski

Zwycięstwo Rutkowskiego przez jednogłośną decyzję sędziów
- Walka w umownym limicie -68 kg:   Mateusz Kubła –  Krystian Nosek

Zwycięstwo Noska przez jednogłośną decyzję sędziów

### Babilon MMA 13: Live in Studio
Walka wieczoru
- Walka w kategorii ciężkiej:  Łukasz Brzeski –  Michał Piwowarski

Zwycięstwo Brzeskiego przez TKO w 2 rundzie
Karta główna
- Walka w umownym limicie -65 kg:  Piotr Kamiński –  Sylwester Miller

Zwycięstwo Milera przez jednogłośną decyzję sędziów
- Walka w umownym limicie -71 kg:  Sebastian Rajewski –  Mariusz Mazur

Zwycięstwo Rajewskiego przez KO (kopnięcie na głowę) w 2 rundzie
- Walka w umownym limicie -93 kg:   Patryk Rogóż –  Piotr Kalenik

Zwycięstwo Kalenika przez TKO w 1 rundzie
- Walka w umownym limicie -68 kg:  Krystian Krawczyk –  Patryk Kaczmarczyk

Zwycięstwo Kaczmarczyka przez jednogłośną decyzję sędziów
Karta wstępna
- Walka w kategorii piórkowej:   Piotr Kacprzak –  Michał Folc

Zwycięstwo Kacprzaka przez jednogłośną decyzję sędziów
- Walka semi-pro w umownym limicie -68 kg:   Grzegorz Rutkowski –  Krystian Kasperek

Zwycięstwo Rutkowskiego przez TKO (poddanie przez narożnik) w 2 rundzie

### Babilon MMA 14: Live in Studio
Walka wieczoru
- Walka w kategorii średniej:  Paweł Pawlak –  Filip Tomczak

Zwycięstwo Pawlaka przez TKO (ciosy pięściami w parterze) w 3 rundzie
Karta główna
- Walka w kategorii ciężkiej:  Kevin Szaflarski –  Damian Olszewski

Zwycięstwo Szaflarskiego przez TKO w 1 rundzie
- Walka w kategorii koguciej kobiet:  Róża Gumienna –  Adina Seferović

Zwycięstwo Gumiennej przez TKO (ciosy pięściami w parterze) w 2 rundzie
- Walka w kategorii piórkowej:   Patryk Kaczmarczyk –  Hubert Sulewski

Zwycięstwo Kaczmarczyka przez TKO w 1 rundzie
Karta wstępna

- Walka w kategorii półśredniej:  Piotr Przepiórka –  Jakub Kamieniarz

Zwycięstwo Kamieniarza przez poddanie (duszenie gilotynowe) w 1 rundzie
- Walka w kategorii lekkiej:   Adam Brzezowski –  Marcin Jabłoński

Zwycięstwo Jabłońskiego przez jednogłośną decyzję sędziów

### Babilon MMA 15: Skibiński vs. Medvedovski
Walka wieczoru
- Walka w kategorii półśredniej:   Daniel Skibiński –  Kirill Medvedovski

Zwycięstwo Skibińskiego przez TKO w 1 rundzie
Karta główna
- Walka w kategorii półciężkiej:   Łukasz Sudolski –  Mario Žgela

Zwycięstwo Sudolskiego przez poddanie w 1 rundzie
- Walka w kategorii słomkowej kobiet:   Olga Michalska –  Weronika Zygmunt

Zwycięstwo Michalskiej przez poddanie w 2 rundzie
- Walka w kategorii średniej:  Bartłomiej Gładkowicz –  Robert Maciejowski

Zwycięstwo Maciejowskiego przez TKO w 1 rundzie
- Walka w kategorii piórkowej:  Dawid Śmiełowski –  Hubert Sulewski

Zwycięstwo Śmiełowskiego przez TKO w 2 rundzie
Karta wstępna
- Walka w kategorii koguciej:   Patryk Trytek –  Igor Wojtas

Zwycięstwo Trytka przez jednogłośną decyzję sędziów
- Walka w kategorii piórkowej:  Hubert Lotta –  Piotr Kacprzak

Zwycięstwo Lotty przez niejednogłośną decyzję sędziów

### Babilon MMA 16: Rutkowski vs. Runge
Walka wieczoru
- Walka w kategorii lekkiej:   Daniel Rutkowski –  Rene Runge

Zwycięstwo Rutkowskiego przez jednogłośną decyzję sędziów
Karta główna
- Walka w umownym limicie -60 kg:   Róża Gumienna –  Magdalena Rak

Zwycięstwo Gumiennej przez poddanie (duszenie zza pleców) w 1 rundzie
- Walka w kategorii ciężkiej:  Filip Stawowy –  Marcin Kalata

Zwycięstwo Stawowego przez TKO w 1 rundzie
- Walka kick-bokserska (K-1) w umownym limicie -67 kg:  Mateusz Białecki –  Jan Lodzik

Zwycięstwo Lodzika przez niejednogłośną decyzję sędziów
- Walka w kategorii średniej:   Paweł Brandys –  Mateusz Ostrowski

Zwycięstwo Brandysa przez TKO w 1 rundzie
Karta wstępna
- Walka w kategorii ciężkiej:   Michał Piwowarski –  Filip Toe

Zwycięstwo Piwowarskiego przez poddanie (duszenie gilotynowe) w 2 rundzie
- Walka w kategorii ciężkiej:   Przemysław Dzwoniarek –  Jakub Słomka

Zwycięstwo Dzwoniarka przez TKO w 3 rundzie

### Babilon MMA 17: Żółtaszek vs. Valtonen
Walka wieczoru
- Walka w kategorii ciężkiej:  Dawid Żółtaszek –  Toni Valtonen

Zwycięstwo Valtonena przez TKO w 2 rundzie
Karta główna
- Walka w kategorii lekkiej:   Patryk Nowak –  Marcin Skrzek

Zwycięstwo Skrzeka przez TKO w 1 rundzie
- Walka w kategorii półciężkiej:   Sławomir Bryla –  Dawid Gruchalski

Zwycięstwo Bryli przez TKO w 1 rundzie
- Walka w kategorii lekkiej:   Krystian Blezień –  Alan Langer

Zwycięstwo Langera przez KO w 1 rundzie
- Walka w kategorii średniej:   Jarosław Lech –  Mateusz Rybak

Zwycięstwo Rybaka przez jednogłośną decyzję sędziów
- Walka w kategorii lekkiej:   Łukasz Pokutyński –  Damian Zuba

Zwycięstwo Zuby przez jednogłośną decyzję sędziów
Karta wstępna
- Walka w kategorii piórkowej:   Karol Kutyła –  Dawid Wylegała

Zwycięstwo Kutyły przez jednogłośną decyzję sędziów
- Walka semi-pro w kategorii koguciej:   Grzegorz Rutkowski –  Kamil Winiarczyk

Zwycięstwo Winiarczyka przez jednogłośną decyzję sędziów

### Babilon MMA 18: Revenge
Walka wieczoru
- Walka o pas mistrzowski Babilon MMA w kategorii średniej:  Paweł Pawlak –  Adrian Błeszyński

Zwycięstwo Pawlaka przez jednogłośną decyzję sędziów po 3 rundach
Karta główna
- Walka w kategorii półciężkiej:   Łukasz Sudolski –  Mladen Kujundzic

Zwycięstwo Sudolskiego przez KO w 1 rundzie
- Walka w kategorii lekkiej:  Marcin Jabłoński –  Paata Tsxapelia

Zwycięstwo Jabłońskiego przez jednogłośną decyzję sędziów
- Walka w kategorii koguciej:  Patryk Trytek –  Dawid Martynik

Zwycięstwo Martynika przez poddanie w 2 rundzie
- Walka w kategorii średniej:  Kamil Mękal –  Adam Łaguna

Zwycięstwo Łaguny przez poddanie w 2 rundzie
- Walka w kategorii ciężkiej:  Paweł Dziuba –  Maciej Smokowski

Zwycięstwo Dziuby przez TKO w 1 rundzie
- Walka w kategorii lekkiej:  Adam Rybczyński –  Oskar Szczepaniak

Zwycięstwo Szczepaniaka przez jednogłośną decyzję sędziów
Karta wstępna
- Walka semi-pro w kategorii średniej:  Mikołaj Drążek –  Hubert Rudnik

Remis przez jednogłośną decyzję sędziów

### Babilon MMA 19: Stawowy vs. Szaflarski
Walka wieczoru
- Walka w kategorii ciężkiej:  Filip Stawowy –  Kevin Szaflarski

Zwycięstwo Szaflarskiego przez większościową decyzję sędziów
Karta główna
- Walka w kategorii koguciej kobiet:  Róża Gumienna –  Kateryna Szakałowa

Zwycięstwo Szakałowej przez jednogłośną decyzję sędziów
- Walka w kategorii półśrednia:  Mateusz Głuch –  Kamil Kraska

Zwycięstwo Kraski przez TKO w 1 rundzie
- Walka w kategorii ciężkiej:  Damian Olszewski –  Marcin Kalata

Zwycięstwo Kalaty przez TKO w 2 rundzie
- Walka w kategorii piórkowej:  Hubert Lotta –  Piotr Kacprzak

Zwycięstwo Kacprzaka przez jednogłośną decyzję sędziów
- Walka w kategorii piórkowej:  Artur Drążek –  Karol Kutyła

Zwycięstwo Kutyły przez jednogłośną decyzję sędziów
Karta wstępna
- Walka w kategorii piórkowej:  Konrad Rusiński –  Mateusz Sosnowski

Zwycięstwo Rusińskiego przez TKO w 1 rundzie
- Walka pro-am w kategorii piórkowej:  Grzegorz Rutkowski –  Kacper Tomaszewski

Zwycięstwo Rutkowskiego przez poddanie w 3 rundzie

### Babilon MMA 20: Śmiełowski vs. Gutowski
Walka wieczoru
- Walka w kategorii piórkowej:  Dawid Śmiełowski –  Krzysztof Gutowski

Zwycięstwo Śmiełowskiego przez KO w 1 rundzie
Karta główna
- Walka w kategorii ciężkiej:  Adnan Alić –  Sylwester Kołecki

Zwycięstwo Kołeckiego przez TKO w 1 rundzie
- Walka w kategorii półśredniej:  Krzysztof Mendlewski –  Marcin Skrzek

Zwycięstwo Mendelewskiego przez poddanie w 2 rundzie
- Walka w kategorii piórkowej:  Dawid Pasternak –  Dawid Romański

Zwycięstwo Pasternaka przez TKO w 2 rundzie
- Walka w kategorii ciężkiej:  Paweł Dziuba –  Jakub Słomka

Zwycięstwo Słomki przez TKO w 2 rundzie
Karta wstępna
- Walka w umownym limicie -73 kg:  Robert Hałota –  Mateusz Makarowski

Zwycięstwo Makarowskiego przez TKO w 1 rundzie
- Walka semi-pro w kategorii półciężkiej:  Paweł Kryński –  Paweł Wójcik

Zwycięstwo Kryńskiego przez TKO w 2 rudzie

### Babilon MMA 21: Pawlak vs. Guzev
Walka wieczoru
- Walka o pas mistrzowski Babilon MMA w kategorii średniej:  Paweł Pawlak –  Siergiej Guzew

Zwycięstwo Pawlaka przez jednogłośną decyzję sędziów
Karta główna
- Walka w kategorii średniej:  Mateusz Rybak –  Tomasz Mozdyniewicz

Zwycięstwo Rybaka przez TKO w 2. rundzie
- Walka w kategorii średniej:  Bartłomiej Gładkowicz –  Piotr Drozdowski

Zwycięstwo Gładkowicza przez poddanie w 1. rundzie
- Walka w kategorii półciężkiej:  Sławomir Bryla –  Damian Piwowarczyk

Zwycięstwo Piwowarczyka przez poddanie w 1. rundzie
- Walka w kategorii piórkowej:  Konrad Furmanek –  Piotr Kacprzak

Zwycięstwo Kacprzaka przez KO w 2. rundzie
- Walka w kategorii lekkiej:  Arkadiusz Pałkowski –  Oskar Szczepaniak

Zwycięstwo Szczepaniaka przez jednogłośną decyzję sędziów po 3 rundach
- Walka w kategorii koguciej:  Kacper Michałowski –  Grzegorz Rutkowski

Zwycięstwo Michałowskiego przez poddanie w 2. rundzie
Karta wstępna
- Walka semi-pro w kategorii średniej:  Arkadiusz Mruk –  Bartek Wydra

Remis przez większościową decyzję sędziów

### Babilon MMA 22: Błeszyński vs. Wawrzyniak
Walka wieczoru
- Walka w kategorii średniej:  Adrian Błeszyński –  Piotr Wawrzyniak

Zwycięstwo Wawrzyniaka przez TKO w 2 rundzie
Karta główna
- Walka w kategorii lekkiej:  Marcin Jabłoński –  Alan Langer

Zwycięstwo Jabłońskiego przez poddanie w 3 rundzie
- Walka w kategorii półciężkiej:  Sylwester Kołecki –  Konrad Konkel

Zwycięstwo Kołeckiego przez poddanie w 1 rundzie
- Walka w kategorii średniej:  Mateusz Janur –  Adam Łaguna

Zwycięstwo Łaguny przez KO w 1 rundzie
- Walka w kategorii piórkowej:  Adam Fidkowski –  Karol Kutyła

Zwycięstwo Kutyły przez jednogłośną decyzję sędziów
- Walka w kategorii półciężkiej:  Adam Tomasik –  Dawid Kobiera

Zwycięstwo Tomasika przez poddanie w 1 rundzie
- Walka w kategorii lekkiej:  Damian Zuba –  Oskar Herczyk

Zwycięstwo Zuby przez jednogłośną decyzję sędziów
Karta wstępna
- Walka semi-pro w kategorii ciężkiej:  Karol Turczyński –  Michał Bednarski

Zwycięstwo Turczyńskiego przez poddanie w 2 rundzie

### Babilon MMA 23: Stawowy vs. Valtonen
Walka wieczoru
- Walka w kategorii ciężkiej:  Filip Stawowy –  Toni Valtonen

Zwycięstwo Stawowego przez jednogłośną decyzję sędziów
Karta główna
- Walka w kategorii koguciej kobiet:  Róża Gumienna –  Władlena Jaworskaja

Zwycięstwo Jaworskajej przez niejednogłośną decyzję sędziów
- Walka w kategorii ciężkiej:  Marcin Kalata –  Mateusz Łazowski †[24]

Zwycięstwo Łazowskiego przez jednogłośną decyzję sędziów
- Walka w kategorii półśredniej:  Kacper Bróździak  –  Łukasz Siwiec

Zwycięstwo Siwca przez poddanie w 2 rundzie
- Walka w kategorii słomkowej kobiet:  Anita Bekus –  Eliza Kuczyńska

Zwycięstwo Bekus przez jednogłośną decyzję sędziów
Karta wstępna
- Walka w kategorii półśredniej:  Tomasz Skorodziłło  –  Konrad Rusiński

Zwycięstwo Rusińskiego przez poddanie w 1 rundzie
- Walka w kategorii lekkiej:  Adam Rybczyński  –  Filip Lamparski

Zwycięstwo Lamparskiego przez jednogłośną decyzję sędziów
- Walka semi-pro w kategorii piórkowej:  Bartek Stawinoga  –  Fabian Łuczak

Zwycięstwo Stawinogi przez niejednogłośną decyzję sędziów

### Babilon MMA 24: Niedzielski vs. Vulchin
Walka wieczoru
- Walka o pas mistrzowski Babilon MMA w kategorii lekkiej:  Piotr Niedzielski –  Ivan Vulchin

Zwycięstwo Niedzielskiego przez KO w 2 rundzie
Karta główna
- Walka w kategorii półśredniej:  Konrad Iwanowski –  Łukasz Siwiec

Zwycięstwo Siwca przez poddanie w 1 rundzie
- Walka w kategorii ciężkiej:  Patryk Dubiela –  Mateusz Łazowski †[24]

Zwycięstwo Dubiela przez jednogłośną decyzję sędziów
- Walka w kategorii średniej:  Piotr Drozdowski –  Łukasz Dziudzia

Zwycięstwo Dziudzii przez TKO w 1 rundzie
- Walka w kategorii średniej:  Mateusz Rybak –  Dominik Owsiany

Zwycięstwo Rybaka przez poddanie w 1 rundzie
- Walka w kategorii lekkiej:  Mateusz Makarowski –  Krzysztof Mendelewski

Zwycięstwo Mendelewskiego przez jednogłośną decyzję sędziów
- Walka w kategorii koguciej:  Kacper Michałowski –  Bartosz Rewera

Zwycięstwo Rewery przez TKO w 1 rundzie
Karta wstępna
- Walka semi-pro w kategorii piórkowej:  Oliwier Filipiak –  Hubert Wybierała

Zwycięstwo Wybierały przez jednogłośna decyzję sędziów

### Babilon MMA 25: Kacprzak vs. Gutowski
Walka wieczoru
- Walka w kategorii piórkowej:  Piotr Kacprzak –  Krzysztof Gutowski

Zwycięstwo Kacprzaka przez poddanie w 3 rundzie
Karta główna
- Walka w kategorii średniej:  Adam Łaguna –  Piotr Kalenik

Zwycięstwo Łaguny przez TKO w 1 rundzie
- Walka w umownym limicie -68 kg:  Damian Zorczykowski –  Jose Sanchez

Zwycięstwo Zorczykowskiego przez poddanie w 1 rundzie
- Walka w kategorii piórkowej:  Hubert Lotta –  Karol Kutyła

Zwycięstwo Lotty przez jednogłośną decyzję sędziów
- Walka w umownym limicie -73 kg:  Bartosz Zawadzki –  Damian Zuba

Zwycięstwo Zawadzkiego przez niejednogłośną decyzję sędziów
- Walka w kategorii średniej:  Piotr Arnista –  Jacek Brzezicki

Zwycięstwo Brzezickiego przez TKO w 2 rundzie
- Walka w kategorii półśredniej:  Krystian Cwalina –  Maciej Kryskiewicz

Zwycięstwo Cwaliny przez TKO w 1 rundzie
Karta wstępna
- Walka semi-pro w kategorii ciężkiej:  Jacek Bartczak –  Kamil Gawryjołek

Zwycięstwo Gawryjołka przez jednogłośną decyzję sędziów
- Walka semi-pro w kategorii piórkowej kobiet:  Marta Rodzik –  Dominika Steczkowska

Zwycięstwo Steczkowskiej przez jednogłośną decyzję sędziów

### Babilon MMA 26: Wawrzyniak vs. Łopaczyk
Walka wieczoru
- Walka w kategorii średniej:  Piotr Wawrzyniak –  Tymoteusz Łopaczyk

Zwycięstwo Wawrzyniak przez jednogłośną decyzję sędziów
Karta główna
- Walka w kategorii ciężkiej:  Filip Stawowy –  Marcin Sianos

Zwycięstwo Stawowego przez TKO w 2 rundzie
- Walka w kategorii półciężkiej:  Damian Kostrzewa –  Sylwester Kołecki

Zwycięstwo Kołeckiego przez poddanie w 2 rundzie
- Walka w kategorii średniej:  Bartłomiej Gładkowicz –  Filip Tomczak

Zwycięstwo Gładkowicza przez KO w 1 rundzie
- Walka w kategorii lekkiej:  Marcin Skrzek –  Filip Lamparski

Zwycięstwo Lamparskiego przez jednogłośną decyzję sędziów
- Walka w kategorii półśredniej:  Rafał Błachuta –  Konrad Rusiński

Zwycięstwo Rusińskiego przez jednogłośną decyzję sędziów
Karta wstępna
- Walka semi-pro w kategorii piórkowej:  Bartosz Stawinoga –  Marcin Frycz

Zwycięstwo Stawinoga przez jednogłośną decyzję sędziów
- Walka semi-pro w kategorii koguciej kobiet:  Klara Piętak –  Joanna Walorska

Zwycięstwo Piętak przez jednogłośną decyzję sędziów

### Babilon MMA 27: Sudolski vs. Pasternak
Walka wieczoru
- Walka w kategorii półciężkiej:  Łukasz Sudolski –  Michał Pasternak

Zwycięstwo Sudolskiego przez niejednogłośną decyzję sędziów
Karta główna
- Walka w umownym limicie -68 kg:  Karol Kutyła –  Piotr Wróblewski

Zwycięstwo Kutyły przez TKO w 2 rundzie
- Walka w kategorii średniej:  Piotr Drozdowski –  Norbert Jabłoński

Zwycięstwo Drozdowskiego przez poddanie w 1 rundzie
- Walka w kategorii ciężkiej:  Maciej Smokowski –  Łukasz Kulpa

Zwycięstwo Kulpy przez poddanie w 1 rundzie
- Walka w kategorii piórkowej:  Przemek Matuszewski –  Adam Łazowski

Zwycięstwo Łazowskiego przez TKO w 2 rundzie
- Walka w kategorii lekkiej:  Kamil Krzewina –  Gracjan Wyroślak

Zwycięstwo Krzewiny przez poddanie  w 2 rundzie
Karta wstępna
- Walka semi-pro w kategorii piórkowej:  Robert Sakowski–  Fabian Łuczak

Zwycięstwo Sakowskiego przez jednogłośną decyzję sędziów
- Walka semi-pro w kategorii półśredniej:  Arkadiusz Kolus –  Maciej Zacholski

Zwycięstwo Kolusa przez jednogłośną decyzję sędziów

### Babilon MMA 28: Wawrzyniak vs. Łaguna
Walka wieczoru
- Walka o pas mistrzowski Babilon MMA w kategorii średniej:  Piotr Wawrzyniak –  Adam Łaguna

Zwycięstwo Wawrzyniaka przez KO w 1 rundzie
Karta główna
- Walka kick-bokserska (K-1) w kategorii półśredniej:  Dominik Zadora –  Rafał Dudek

Zwycięstwo Dudka przez TKO w 1 rundzie
- Walka w kategorii ciężkiej:  Marcin Kalata –  Fatih Aktas

Zwycięstwo Kalaty przez TKO w 1 rundzie
- Walka w kategorii ciężkiej:  Robert Cyrwus –  Grzegorz Smoliński

Zwycięstwo Cyrwusa przez poddanie w 1 rundzie
- Walka w kategorii piórkowej:  Hubert Lotta –  Krzysztof Mendlewski

Zwycięstwo Mendlewskiego poddanie w 1 rundzie
- Walka w kategorii koguciej:  Bartosz Stawinoga –  Tobiasz Le

Zwycięstwo Le przez jednogłośną decyzję sędziów
Karta wstępna
- Walka semi-pro umownym limicie -63 kg:  Andrzej Karkula –  Julian Sudoł

Zwycięstwo Karkuli przez poddanie w 1 rundzie
- Walka semi-pro w kategorii półciężkiej:  Krzysztof Pitoń –  Tomasz Ostrowski

Zwycięstwo Ostrowskiego przez TKO w 3 rundzie

### Babilon MMA 29: Kacprzak vs. Zorczykowski
Walka wieczoru
- Walka o pas mistrzowski Babilon MMA w kategorii piórkowej:  Piotr Kacprzak –  Damian Zorczykowski

Zwycięstwo Kacprzaka przez TKO  w 3 rundzie
Karta główna
- Walka w kategorii półśredniej:  Łukasz Siwiec –  Alessandro Botti

Zwycięstwo Siwca przez TKO w 1 rundzie
- Walka w kategorii lekkiej:  Marcin Skrzek –  Mateusz Makarowski

Zwycięstwo Makarowskiego przez TKO w 1 rundzie
- Walka w kategorii lekkiej:  Damian Zuba –  Gracjan Wyroślak

Zwycięstwo Wyroślaka przez niejednogłośną decyzję sędziów (29-28, 28-29, 29-28)
- Walka w kategorii piórkowej:  Karol Kutyła –  Szymon Rakowicz

Zwycięstwo Rakowicz przez poddanie w 2 rundzie
Karta wstępna
- Walka w kategorii koguciej:  Grzegorz Rutkowski –  Miłosz Melchert

Zwycięstwo Melcherta przez TKO w 3 rundzie
- Walka semi pro w umownym limicie -80 kg:  Bartłomiej Nowak –  Jakub Kowalski

Zwycięstwo Nowaka przez jednogłośną decyzję sędziów
- Walka semi-pro w kategorii piórkowej:  Hubert Wybierała –  Dawid Marcinkowski

Zwycięstwo Wybierały przez jednogłośną decyzję sędziów

### Babilon MMA 30: Sudolski vs. Macedo
Walka wieczoru
- Walka o pas mistrzowski Babilon MMA w kategorii półciężkiej:  Łukasz Sudolski –  Ederson Cristian Macedo

Zwycięstwo Sudolskiego przez TKO w drugiej rundzie
Karta główna
- Walka w kategorii średniej:  Tymoteusz Łopaczyk –  Kleverson Sampaio

Zwycięstwo Łopaczyka przez jednogłośną decyzję sędziów po 3 rundach
- Walka w kategorii ciężkiej:  Marcin Kalata –  Marcin Sianos

Zwycięstwo Sianosa przez jednogłośną decyzję sędziów po 3 rundach
- Walka w kategorii średniej:  Mateusz Rybak –  Mateusz Strzelczyk

Zwycięstwo Strzelczyka przez jednogłośną decyzję sędziów po 3 rundach
- Walka w kategorii ciężkiej:  Łukasz Kulpa –  Sergiusz Zając

Zwycięstwo Zająca przez TKO w 1 rundzie
- Walka w kategorii lekkiej:  Krzysztof Kamiński –  Adrian Osmański

Zwycięstwo Osmańskiego przez TKO w 2 rundzie
- Walka w kategorii słomkowej kobiet:  Eliza Kuczyńska –  Weronika Zygmunt

Zwycięstwo Zygmunt przez jednogłośną decyzję sędziów po 3 rundach
Karta wstępna
- Walka w limicie -63 kg:  Przemysław Górny –  Kordian Wacław

Zwycięstwo Górnego przez TKO w 3 rundzie
- Walka semi-pro w kategorii średniej:  Kamil Grześkowiak –  Nikodem Sura

Zwycięstwo Sury przez poddanie w 2 rundzie

### Babilon MMA 31: Błeszyński vs. Zimmer
Walka wieczoru
- Walka w kategorii średniej:  Adrian Błeszyński –  Dagomir Zimmer

Zwycięstwo Błeszyńskiego przez jednogłośną decyzję sędziów po 3 rundach
Karta główna
- Walka kick-bokserska (K-1) w kategorii piórkowej:  Jan Lodzik –  Maciej Zembik

Zwycięstwo Lodzika przez KO w 2 rundzie
- Walka w limicie -73 kg:  Bartłomiej Kopera –  Jesus Ocampos

Zwycięstwo Kopery przez poddanie w 3 rundzie
- Walka w kategorii średniej:  Paweł Całkowski –  Piotr Drozdowski

Zwycięstwo Całkowskiego poddanie w 1 rundzie
- Walka w kategorii piórkowej:  Szymon Rakowicz –  Adam Łazowski

Zwycięstwo Rakowicza przez TKO w 3 rundzie
- Walka w kategorii ciężkiej:  Mateusz Paskuda  –  Maciej Smokowski

Zwycięstwo Smokowskiego przez TKO w 1 rundzie
Karta wstępna
- Walka w kategorii ciężkiej:  Michał Bednarski –  Paweł Oleszczuk

Zwycięstwo Oleszczuka przez poddanie w 2 rundzie
- Walka semi-pro w kategorii półciężkiej:  Jakub Szklarczyk –  Michał Żmudź

Zwycięstwo Szklarczyka przez jednogłośną decyzję sędziów po 3 rundach
- Walka semi-pro w kategorii półśredniej:  Daniel Maladyn –  Rafał Radosz

Zwycięstwo Radosza przez TKO w 2 rundzie

### Babilon MMA 32: Rusiński vs. Siwiec
Walka wieczoru
- Walka o pas mistrzowski Babilon MMA w kategorii półśredniej:  Konrad Rusiński –  Łukasz Siwiec

Zwycięstwo Siwca przez poddanie w 2 rundzie
Karta główna
- Walka w kategorii lekkiej:  Marcin Jabłoński –  Iwan Wułczin

Zwycięstwo Jabłońskiego przez poddanie w 2 rundzie
- Walka w kategorii lekkiej:  Filip Lamparski –  Damian Zuba

Zwycięstwo Lamparskiego przez KO w 1 rundzie
- Walka w kategorii półśredniej:  Bartłomiej Nowak –  Krystian Szczęsny

Zwycięstwo Szczęsnego przez TKO w 1 rundzie
- Walka w kategorii piórkowej:  Adam Fidkowski –  Dominik Tkaczyk

Zwycięstwo Tkaczyka przez TKO w 1 rundzie
- Walka w limicie -64 kg:  Bartosz Stawinoga –  Kordian Wacław

Zwycięstwo Stawinogi przez jednogłośną decyzję sędziów po 3 rundach
Karta wstępna
- Walka semi-pro w kategorii muszej:  Wiktoria Andruch –  Daria Brzozowska

Zwycięstwo Brzozowskiej przez TKO w 1 rundzie
- Walka semi-pro w kategorii lekkiej:  Michał Bergman –  Aleksy Nowak

Zwycięstwo Bergmana przez jednogłośną decyzję sędziów po 3 rundach

### Babilon MMA 33: Skrzek vs. Wyroślak
Walka wieczoru
- Walka w kategorii lekkiej:  Marcin Skrzek –  Gracjan Wyroślak

No contest w 2 rundzie (Walka uznana za nieodbytą przez nielegalne uderzenie głową Wyroślaka w głowę Skrzeka.)
Karta główna
- Walka w kategorii średniej:  Filip Tomczak –  Michał Balcerzak

Zwycięstwo Tomczaka przez poddanie w 2 rundzie
- Walka w kategorii ciężkiej:  Patryk Dubiela –  Robert Maruszak

Zwycięstwo Dubiela przez jednogłośną decyzję sędziów po 3 rundach
- Walka w kategorii ciężkiej:  Maciej Smokowski –  Michał Rudzki

Zwycięstwo Rudzkiego przez w 3 rundzie
- Walka w kategorii półciężkiej:  Patryk Grabowski –  Dariusz Sierhej

Zwycięstwo Grabowskiego przez TKO w 1 rundzie
Karta wstępna
- Walka semi-pro w umownym limicie -98 kg:  Iwo Baraniewski –  Daniel Jóźwiak

Zwycięstwo Baraniewskiego przez KO w 1 rundzie
- Walka semi-pro w kategorii lekkiej:  Jakub Zieliński –  Kacper Lubarski

Zwycięstwo Zielińskiego przez jednogłośną decyzję sędziów po 3 rundach

### Babilon MMA 34: Kacprzak vs. Mendlewski
Walka wieczoru
- Walka o pas mistrzowski Babilon MMA w kategorii piórkowej:  Piotr Kacprzak –  Krzysztof Mendlewski

Zwycięstwo Kacprzaka przez poddanie w 2 rundzie
Karta główna
- Walka w kategorii średniej:  Said-Magomed Abdulkadarow –  Jose Gomes

Zwycięstwo Abdulkadarowa przez jednogłośną decyzję sędziów
- Walka w kategorii piórkowej:  Hubert Lotta –  Rafał Marczuk

Zwycięstwo Lotty przez TKO w 1 rundzie
- Walka w kategorii półśredniej:  Bartłomiej Nowak –  Arkadiusz Kolus

Zwycięstwo Nowaka przez jednogłośną decyzję sędziów
- Walka w kategorii piórkowej:  Adam Łazowski –  Patryk Ożóg

Zwycięstwo Ożoga przez TKO w 1 rundzie
Karta wstępna
- Walka w kategorii piórkowej:  Marcin Frycz –  Łukasz Grądzki

Zwycięstwo Grądzkiego przez TKO w 3 rundzie
- Walka semi-pro w kategorii półśredniej:  Rafał Radosz –   Filip Kamysz

Zwycięstwo Kamusza przez TKO w 2 rundzie
- Walka semi-pro w kategorii półśredniej:  Łukasz Wardak –  Michał Wnętrzak

Zwycięstwo Wnętrzaka przez TKO w 1 rundzie

### Babilon MMA 35: Wawrzyniak vs. Błeszyński 2
Walka wieczoru
- Walka o pas mistrzowski Babilon MMA w kategorii średniej:  Piotr Wawrzyniak  –  Adrian Błeszyński

Zwycięstwo Wawrzyniaka przez KO w 2 rundzie
Karta główna
- Walka w kategorii lekkiej:  Filip Lamparski –  Kamil Krzewina

Zwycięstwo Lamparskiego przez poddanie w 1 rundzie
- Walka w kategorii lekkiej:  Mateusz Makarowski –  Bartosz Zawadzki

Zwycięstwo Makarowskiego przez jednogłośną decyzję sędziów
- Walka w kategorii piórkowej:  Szymon Biłas –  Szymon Rakowicz

Zwycięstwo Rakowicza przez TKO w 2 rundzie
- Walka w kategorii półśredniej:  Michał Pezda –  Krystian Szczęsny

Zwycięstwo Pezdy przez TKO w 2 rundzie
- Walka w umownym limicie -88 kg:  Michał Balcerczak –  Mariusz Krzeszowski

Zwycięstwo Krzeszowskiego przez TKO w 2 rundzie
- Walka w kategorii ciężkiej:  Paweł Oleszczuk –  Patryk Świtoń

Zwycięstwo Oleszczuka przez TKO w 1 rundzie
Karta wstępna
- Walka semi-pro w kategorii półśredniej:  Martin Labryga –  Mateusz Wieczorek

Zwycięstwo Wieczorka przez poddanie w 1 rundzie
- Walka semi-pro w kategorii średniej:  Piotr Łęcki –  Jehor Olijnyk

Zwycięstwo Olijnyka przez jednogłośną decyzję sędziów

### Babilon MMA 36: Łaguna vs. Kouadja
Walka wieczoru
- Walka w kategorii średniej:  Adam Łaguna –  Joël Kouadja

Zwycięstwo Łaguny przez TKO w 3 rundzie
Karta główna
- Walka w kategorii piórkowej:  Damian Zorczykowski –  Kamil Warzybok

Zwycięstwo Warzyboka przez TKO w 2 rundzie
- Walka kick-bokserska (K-1) w umownym limicie -86 kg:  Karol Łasiewicki –  Przemysław Tobiasz

Zwycięstwo Łasiewickiego przez KO w 2 rundzie
- Walka w kategorii półśredniej:  Piotr Golon –  Karol Bromblik

Zwycięstwo Golona przez poddanie w 1 rundzie
- Walka w umownym limicie -70 kg:  Marcin Skrzek –  Szymon Karolczyk

Zwycięstwo Karolczyka przez poddanie w 1 rundzie
- Walka w kategorii półśredniej:  Dawid Kuczmarski –  Arkadiusz Kolus

Zwycięstwo Kuczmarskiego przez jednogłośną decyzję sędziów
- Walka w kategorii ciężkiej:  Przemysław Kowalczyk –  Maciej Sieracki

Zwycięstwo Kowalczyka przez TKO w 1 rundzie
Karta wstępna
- Walka w kategorii piórkowej:  Rafał Gnatkowski –  Krystian Nosek

Zwycięstwo Noska przez TKO w 1 rundzie
- Walka semi-pro w kategorii półśredniej:  Dominik Gręda –  Wojciech Wocial

Zwycięstwo Gręda przez TKO w 3 rundzie

### Babilon MMA 37: Sianos vs. Dubiela
Walka wieczoru
- Walka w kategorii ciężkiej:  Marcin Sianos –  Patryk Dubiela

Zwycięstwo Sianosa przez poddanie w 1 rundzie
Karta główna
- Walka w kategorii średniej:  Maarten Vouters –  Filip Tomczak

Zwycięstwo Tomczaka przez TKO w 2 rundzie
- Walka w kategorii półciężkiej:  Dominik Owsiany –  Piotr Walawski

Zwycięstwo Owsianego przez TKO w 1 rundzie
- Walka w kategorii średniej:  Mariusz Krzeszowski –  Samuel Vogt

Zwycięstwo Vogta przez jednogłośną decyzję sędziów
- Walka w kategorii średniej:  Nikodem Sura –  Adrian Grzelak

Zwycięstwo Sury przez poddanie w 1 rundzie
- Walka w kategorii koguciej:   Wojciech Pająk –  Bartosz Rewera

Zwycięstwo Pająka przez poddanie w 1 rundzie
- Walka w kategorii półciężkiej:  Michał Malinowski –  Kamil Stachura

Zwycięstwo Stachury przez TKO w 1 rundzie
Karta wstępna
- Walka semi-pro w kategorii lekkiej:  Paweł Sadło –  Jakub Szymanowski

Zwycięstwo Sadło przez jednogłośną decyzję sędziów
- Walka semi-pro w kategorii średniej:  Piotr Jaroszewski –  Kamil Woźny

Zwycięstwo Jaroszewskiego przez TKO w 2 rundzie

### Babilon MMA 38: Łopaczyk vs. Jakimowicz
Walka wieczoru
- Walka o tymczasowy pas mistrzowski Babilon MMA w kategorii półśredniej:  Tymoteusz Łopaczyk –  Marek Jakimowicz

Zwycięstwo Łopaczyka przez TKO w 2 rundzie
Karta główna
- Walka w kategorii półciężkiej:  Bartłomiej Gładkowicz –  Piotr Walawski

Zwycięstwo Gładkowicza przez jednogłośną decyzję sędziów
- Walka w kategorii półciężkiej:  Dominik Owsiany –  Sergiusz Zając

Zwycięstwo Zająca przez TKO w 1 rundzie
- Walka kick-bokserska w limicie -91 kg:  Łukasz Bartnik –  Paweł Mularczyk

Zwycięstwo Bartnika przez TKO w 1 rundzie
- Walka w kategorii piórkowej:  Błażej Majdan –  Bartosz Stawinoga

Zwycięstwo Majdana przez TKO w 2 rundzie
- Walka w kategorii półśredniej:  Krystian Szczęsny –  Adrian Żak

Zwycięstwo Szczęsnego przez TKO w 1 rundzie
- Walka w kategorii średniej:  Szymon Herrmann –  Kamil Mękal

Zwycięstwo Herrmanna przez jednogłośną decyzję sędziów
Karta wstępna
- Walka w kategorii muszej kobiet:  Dominika Steczkowska –  Paulina Wiśniewska

Zwycięstwo Wiśniewskiej przez jednogłośną decyzję sędziów
- Walka semi-pro w umownym limicie 80 kg:  Oskar Hyćko –  Oskar Janas

Zwycięstwo Janasa przez TKO w 1 rundzie

### Babilon MMA 39: Kacprzak vs. Rakowicz
Walka wieczoru
- Walka o pas mistrzowski Babilon MMA w kategorii piórkowej:  Piotr Kacprzak –  Szymon Rakowicz

Zwycięstwo Rakowicza przez poddanie w 2 rundzie
Karta główna
- Walka w kategorii półśredniej:  Said-Magomed Abdulkadarow –  Fabiano Silva

Zwycięstwo Silvy przez TKO w 2 rundzie
- Walka w kategorii piórkowej:  Patryk Ożóg –  Marcin Zając

Zwycięstwo Zająca przez niejednogłośną decyzję sędziów
- Walka w kategorii półciężkiej:  Iwo Baraniewski –  Kamil Bartosiński

Zwycięstwo Baraniewskiego przez poddanie w 1 rundzie
- Walka w kategorii półśredniej:  Arkadiusz Kolus –  Bartłomiej Nowak

Zwycięstwo Kolusa przez TKO w 1 rundzie
- Walka w kategorii lekkiej:  Konrad Furmanek –  Marcin Skrzek

Zwycięstwo Skrzeka przez TKO w 2 rundzie
Karta wstępna
- Walka semi-pro w kategorii półśredniej:  Mikołaj Andrzejczak –  Mateusz Wieczorek

Zwycięstwo Wieczorka przez jednogłośną decyzję sędziów
- Walka semi-pro w kategorii średniej:  Jakub Błachowicz  –  Oliwier Przerwa

Zwycięstwo Błachowicza przez jednogłośną decyzję sędziów

### Babilon MMA 40: Lamparski vs. Makarowski
Walka wieczoru
- Walka o pas mistrzowski Babilon MMA w kategorii lekkiej:  Filip Lamparski –  Mateusz Makarowski

Zwycięstwo Makarowskiego przez TKO w 4 rundzie
Karta główna
- Walka kick-bokserska (K-1) w umownym limicie 64.9 kg:  Michał Królik –  Krystian Bernatowicz

Zwycięstwo Królika przez KO w 2 rundzie
- Walka w kategorii lekkiej:  Krzysztof Mendlewski –  Kamil Krzewina

Zwycięstwo Mendlewskiego przez poddanie w 1 rundzie
- Walka kick-bokserska (K-1) w kategorii półśredniej:  Rafał Dudek –  Patryk Kocaj

Zwycięstwo Dudka przez jednogłośną decyzję sędziów
- Walka w kategorii półśredniej:  Karol Bromblik –  Dawid Kuczmarski

Zwycięstwo Kuczmarskiego przez jednogłośną decyzję sędziów
- Walka w kategorii półśredniej:  Michał Guzik –  Mikołaj Krukowski

Zwycięstwo Guzika przez poddanie w 1 rundzie
Karta wstępna
- Walka semi-pro w kategorii piórkowej:  Radosław Czajka –  Maciej Rębacz

Zwycięstwo Rębacza przez jednogłośną decyzję sędziów
- Walka semi-pro kobiet w kategorii słomkowej:  Weronika Cisło –  Wiktoria Dębosz

Zwycięstwo Dębosz przez jednogłośną decyzję sędziów

Nagrody bonusowe:
- Walka wieczoru →  Filip Lamparski –  Mateusz Makarowski

### Babilon MMA 41: Błeszyński vs. Tomczak
Walka wieczoru
- Walka o tymczasowy pas mistrzowski Babilon MMA w kategorii średniej:  Adrian Błeszyński –  Filip Tomczak

Zwycięstwo Błeszyńskiego przez TKO w 2 rundzie
Karta główna
- Walka w kategorii piórkowej:  Kamil Warzybok –  Paweł Polityło

Zwycięstwo Polityło przez TKO w 3 rundzie
- Walka w kategorii średniej:  Samuel Vogt –  Jarosław Lech

Zwycięstwo Vogta przez niejednogłośną decyzję sędziów
- Walka w kategorii półciężkiej:  Sylwester Kołecki –  Przemysław Wełnicki

Zwycięstwo Kołeckiego przez KO w 1 rundzie
- Walka kick-bokserska (K-1) w kategorii półśredniej:  Rafał Dudek –  Štěpán Guba

Zwycięstwo Dudka przez KO w 1 rundzie
- Walka kobiet w umownym limicie -57 kg:  Katarzyna Sadura –  Marie Louseau

Zwycięstwo Louseau przez poddanie w 1 rundzie
- Walka w kategorii ciężkiej:  Paweł Oleszczuk –  Michał Rudzki

Zwycięstwo Oleszczuka przez dyskwalifikację (nieprzepisowe uderzenie kolanem Rudzkiego w głowę Oleszczuka) w 1 rundzie
Karta wstępna
- Walka semi-pro w kategorii średniej:  Jerzy Trudnowski –  Jehor Olijnyk

Zwycięstwo Olijnyka przez poddanie w 1 rundzie
- Walka semi-pro w kategorii lekkiej:  Kamil Drzymała –  Jakub Zieliński

Zwycięstwo Zielińskiego przez poddanie w 3 rundzie

Nagrody bonusowe:
- Walka wieczoru →  Samuel Vogt –  Jarosław Lech

### Babilon MMA 42: Gładkowicz vs. Zając
Walka wieczoru
- Walka w kategorii półciężkiej:  Bartłomiej Gładkowicz –  Sergiusz Zając

Zwycięstwo Zająca przez jednogłośną decyzję sędziów
Karta główna
- Walka w kategorii lekkiej:  Gracjan Wyroślak –  Adam Muzyka

Zwycięstwo Wyroślaka przez jednogłośną decyzję sędziów
- Walka w kategorii półśredniej:  Dawid Kuczmarski –  Wojciech Demczur

Zwycięstwo Kuczmarskiego przez jednogłośną decyzję sędziów
- Walka w kategorii ciężkiej:  Michał Bednarski –  Michał Rudzki

Zwycięstwo  Bednarskiego przez TKO w 1 rundzie
- Walka w kategorii półciężkiej:  Iwo Baraniewski –  Miroslav Uchytil

Zwycięstwo Baraniewskiego przez poddanie w 1 rundzie
- Walka w kategorii półśredniej:  Arkadiusz Kolus –  Marcin Kopcza

Remis przez większościową decyzją sędziów
Karta wstępna
- Walka semi-pro w kategorii lekkiej:  Marcin Krawczyk –  Nikodem Miastkowski

Zwycięstwo Miastkowskiego przez TKO w 1 rundzie
- Walka semi-pro w kategorii lekkiej:  Mykoła Kos –  Paweł Selwa

Zwycięstwo Selwy przez jednogłośną decyzję sędziów

Nagrody bonusowe:
- Walka wieczoru →  Gracjan Wyroślak –  Adam Muzyka

### Babilon MMA 43: Makarowski vs. Mendlewski 2
Walka wieczoru
- Walka o pas mistrzowski Babilon MMA w kategorii lekkiej:  Mateusz Makarowski –   Krzysztof Mendlewski

Zwycięstwo Mendlewskiego przez poddanie w 2 rundzie
Karta główna
- Walka w kategorii lekkiej:  Fabiano Silva –  Patryk Duński

Zwycięstwo Duńskiego przez jednogłośną decyzję sędziów
- Walka w kategorii półśredniej:  Krystian Szczęsny –  Marek Jakimowicz

Zwycięstwo Szczęsnego przez TKO w 1 rundzie
- Walka w kategorii średniej:  Piotr Drozdowski –  Przemysław Wełnicki

Zwycięstwo Drozdowskiego przez KO w 1 rundzie
- Walka w kategorii półśredniej:  Arkadiusz Kolus –  Kacper Pakeltys

Zwycięstwo Pakeltys przez TKO w 1 rundzie
- Walka w kategorii piórkowej:  Hubert Wybierała –  Łukasz Kłos

Zwycięstwo Wybierały przez jednogłośną decyzję sędziów
Karta wstępna
- Walka semi-pro w kategorii średniej:  Bartosz Wdowiński –  Szymon Sobków

Zwycięstwo Wdowińskiego przez poddanie w 2 rundzie
- Walka semi pro w kategorii lekkiej:  Maciej Korbecki –  Jakub Pakulski

Zwycięstwo Korbeckiego przez jednogłośną decyzję sędziów

Nagrody bonusowe:
- Nokaut wieczoru →  Krystian Szczęsny oraz  Kacper Pakeltys

### Babilon MMA 44: Lamparski vs. Martinez
Walka wieczoru
- Walka w kategorii lekkiej:  Filip Lamparski –  Davide Martinez

Zwycięstwo Lamparskiego przez TKO w 1 rundzie
Karta główna
- Walka w umownym limicie -80 kg:  Michał Pietrzak –  Joël Kouadja

Zwycięstwo Pietrzaka przez jednogłośną decyzję sędziów
- Walka w kategorii piórkowej:  Kamil Warzybok –  Błażej Majdan

Zwycięstwo Majdana przez jednogłośną decyzję sędziów
- Walka w kategorii średniej:  Jarosław Lech –  Mariusz Krzeszowski

Zwycięstwo Krzeszowskiego przez jednogłośną decyzję sędziów
- Walka w kategorii półśredniej:  Michał Guzik –  Michał Pezda

Zwycięstwo Guzika przez TKO w 3 rundzie
- Walka w kategorii średniej:  Maksymilian Kowalski –  Kamil Woźny

Zwycięstwo Woźnego przez TKO w 3 rundzie
Karta wstępna
- Walka w kategorii piórkowej:  Kamil Piątkiewicz –  Oliwier Filipiak

Zwycięstwo Filipiaka przez poddanie w 1 rundzie
- Walka semi pro w kategorii lekkiej:  Igor Skoczylas –  Kamil Drzymała

Zwycięstwo Skoczylasa przez KO w 1 rundzie
- Walka semi pro w kategorii lekkiej:  Jakub Kowalski –  Krzysztof Lipiński

Remis przez niejednogłośną decyzję sędziów

Nagrody bonusowe:
- Walka wieczoru →  Maksymilian Kowalski –  Kamil Woźny

### Babilon MMA 45: Rakowicz vs. Polityło
Walka wieczoru
- Walka o pas mistrzowski Babilon MMA w kategorii piórkowej:  Szymon Rakowicz –  Paweł Polityło

Zwycięstwo Polityło przez jednogłośną decyzję sędziów
Karta główna
- Walka kick-bokserska (K-1) w kategorii półśredniej:  Rafał Dudek –  Dominik Zadora

Zwycięstwo Dudka przez jednogłośną decyzję sędziów
- Walka w kategorii lekkiej:  Marcin Skrzek –  Leandro Barbosa

Zwycięstwo Skrzeka przez KO w 2 rundzie
- Walka w kategorii półciężkiej:  Sergiusz Zając –  Ramon Drum

Zwycięstwo Zająca przez TKO w 1 rundzie
- Walka w kategorii ciężkiej:  Jacek Kujtkowski –  Michał Bednarski

Zwycięstwo Kujtkowskiego przez jednogłośną decyzję sędziów
- Walka w kategorii piórkowej:  Sebastian Olszowy –  Krzysztof Geburek

Zwycięstwo Geburka przez jednogłośną decyzję sędziów
- Walka w kategorii średniej:  Krzysztof Pitoń –  Mateusz Dominiak

Zwycięstwo Pitonia przez poddanie w 1 rundzie
- Walka kick-bokserska (K-1) w kategorii ciężkiej:  Stanisław Ogorzałek –  Igor Krukowski

Zwycięstwo Ogorzałka przez TKO w 1 rundzie
Karta wstępna
- Walka semi-pro w umownym limicie -68 kg:  Maks Karkula –  Filip Kaczorek

Zwycięstwo Karkuli przez TKO w 2 rundzie
- Walka semi-pro w kategorii piórkowej:  Krystian Jarosz –  Radosław Przekwas

Zwycięstwo Przekwasa przez jednogłośną decyzję sędziów
Nagrody bonusowe:
- Walka wieczoru →  Szymon Rakowicz –  Paweł Polityło

### Babilon MMA 46: Sianos vs. Thompson
Walka wieczoru
- Walka o pas mistrzowski Babilon MMA w kategorii ciężkiej:  Marcin Sianos –  Oli Thompson

Zwycięstwo Thompsona przez TKO w 2 rundzie
Karta główna
- Walka w kategorii półciężkiej:  Sylwester Kołecki –  Kamil Stachura

Zwycięstwo Stachury przez TKO w 2 rundzie
- Walka w kategorii średniej:  Samuel Vogt –  Artur Niebrzydowski

Zwycięstwo Vogta przez poddanie w 2 rundzie
- Walka w kategorii półśredniej:  Kamil Kraska –  Matias Juarez

Zwycięstwo Kraski przez poddanie w 1 rundzie
- Walka w kategorii średniej:  Szymon Herrmann –  Rafał Lewoń

Zwycięstwo Herrmanna przez jednogłośną decyzję sędziów
- Walka w kategorii średniej:  Krzysztof Sowa –  Jehor Olijnyk

Zwycięstwo Olijnyka przez poddanie w 1 rundzie
- Walka w umownym limicie -69 kg:  Filip Jarocki –  Krystian Głażewski

Zwycięstwo Głażewskiego przez jednogłośną decyzję sędziów
Karta wstępna
- Walka semi-pro w kategorii półciężkiej:  Daniel Hronda –  Piotr Chudzik

Zwycięstwo Chudzika przez TKO w 2 rundzie
- Walka semi-pro w kategorii średniej:  Kacper Mioduszewski –  Marcin Budnik

Zwycięstwo Budnika przez poddanie w 1 rundzie

Nagrody bonusowe: Nie przyznano

### Babilon MMA 47: Dudek vs. Hunanyan
Walka wieczoru
- Walka kick-bokserska (K-1) o pas mistrzowski Babilon MMA w kategorii półśredniej:  Rafał Dudek –  Anatolij Hunanjan

Zwycięstwo Dudka przez TKO (poddanie przez narożnik) w 4 rundzie
Karta główna
- Walka w kategorii lekkiej:  Mateusz Makarowski –  Sebastian Rajewski

Zwycięstwo Makarowskiego przez TKO (ciosy pięściami w parterze) w 1 rundzie
- Walka w kategorii średniej:  Filip Tomczak –  Mariusz Krzeszowski

Zwycięstwo Krzeszowskiego przez jednogłośną decyzję sędziów (30-27, 30-27, 30-27)
- Walka w umownym limicie -96 kg:  Iwo Baraniewski –  Cemey dos Santos

Zwycięstwo Baraniewskiego przez TKO (ciosy pięściami w parterze) w 1 rundzie
- Walka w umownym limicie -83 kg:  Kacper Klasa –  Oskar Staszczak

Zwycięstwo Staszczaka przez poddanie (duszenie zza pleców) w 3 rundzie
- Walka w kategorii piórkowej:  Jakub Syc –  Filip Szostak

Zwycięstwo Syca przez KO (lewy sierpowy) w 2 rundzie
- Walka w kategorii średniej:  Jehor Olijnyk –  Kamil Turalski

Zwycięstwo Olijnyka przez jednogłośną decyzję sędziów (30-26, 30-27, 30-26)
Karta wstępna
- Walka semi-pro w kategorii ciężkiej:  Stanisław Ogorzałek –  Piotr Osiński

Zwycięstwo Osińskiego przez TKO (ciosy pięściami w parterze) w 2 rundzie
- Walka semi-pro w wadze lekkiej:  Olgierd Kozielski –  Oliwier Hajok

Zwycięstwo Kozielskiego przez poddanie (duszenie zza pleców) w 2 rundzie

Nagrody bonusowe: Nie przyznano

### Babilon MMA 48: Błeszyński vs. Vogt
Walka wieczoru
- Walka o pas mistrzowski Babilon MMA w kategorii średniej:  Adrian Błeszyński –  Samuel Vogt

Zwycięstwo Błeszyńskiego przez KO (ciosy pięściami w parterze) w 4 rundzie
Karta główna
- Walka w kategorii ciężkiej:  Marcin Sianos –  Michał Andryszak

Zwycięstwo Andryszaka przez jednogłośną decyzją sędziów (29-28, 30-27, 29-28)
- Walka w umownym limicie -78,5 kg:  Krystian Szczęsny –  Alan Santos

Zwycięstwo Szczęsnego przez TKO (ciosy pięściami) w 1 rundzie
- Walka w umownym limicie -67 kg:  Kamil Warzybok –  Gabriel Gilthon

Zwycięstwo Gilthona przez TKO (łokcie w parterze) w 1 rundzie
- Walka w umownym limicie -75 kg:  Gracjan Wyroślak –  Gabriel Ruiz

Zwycięstwo Ruiza przez jednogłośną decyzją sędziów (29-28, 29-28, 29-28)
- Walka w kategorii lekkiej:  Segiusz Uzarek –  Filip Jarocki

Zwycięstwo Jarockiego przez poddanie (duszenie zza pleców) w 2 rundzie
- Walka w kategorii średniej:  Kamil Woźny –  Krzysztof Pitoń

Zwycięstwo Woźnego przez jednogłośną decyzję sędziów (29-28, 29-28, 29-28)
- Walka w kategorii lekkiej:  Tomasz Kuberski –  Krystian Patalas

Zwycięstwo Patalasa przez KO (kopnięcie na wątrobę) w 2 rundzie
Karta wstępna
- Walka semi-pro w kategorii półśredniej:  Szymon Maj –  Jarosław Maciusik

Zwycięstwo Maja przez jednogłośną decyzję sędziów (29-27, 29-28, 29-28)
- Walka semi-pro w kategorII piórkowej:  Nikodem Ogoński –  Erik Ruszanjan

Zwycięstwo Ruszanjana przez poddanie w 1 rundzie

Nagrody bonusowe: Nie przyznano

### Babilon MMA 49: Polityło vs. Majdan
Walka wieczoru
- Walka o pas mistrzowski Babilon MMA w kategorii piórkowej:  Paweł Polityło –  Błażej Majdan

Zwycięstwo Polityło przez TKO (prawy sierpowy i ciosy pięściami) w 2 rundzie
Karta główna
- Walka w kategorii lekkiej:  Piotr Kacprzak –  Fabiano Silva

Zwycięstwo Kacprzaka przez jednogłośną decyzję sędziów (29-28, 29-28, 29-28)
- Walka w kategorii lekkiej:  Marcin Skrzek –  Said-Magomed Abdulkadyrow

Zwycięstwo Skrzeka przez TKO (cios na wątrobę i ciosy pięściami) w 1 rundzie
- Walka w kategorii półciężkiej:  Iwo Baraniewski –  Sylwester Borys

Zwycięstwo Baraniewskiego przez TKO (ciosy pięściami w parterze) w 1 rundzie
- Walka w kategorii średniej:  Szymon Herrmann –  Kamil Korzeniewski

Zwycięstwo Herrmanna przez KO (kopnięcie na głowę) w 2 rundzie
- Walka w kategorii średniej:  Mateusz Głuch –  Sebastian Szweda

Zwycięstwo Szwedy przez TKO (ciosy pięściami w parterze) w 1 rundzie
- Walka w kategorii ciężkiej:  Michał Bednarski –  Marcin Kalata

Zwycięstwo Bednarskiego przez jednogłośną decyzję sędziów (30-27, 30-27, 30-27)
Karta wstępna
- Walka w kategorii półśredniej:  Mateusz Wieczorek –  Filip Kamysz

Zwycięstwo Wieczorka przez jednogłośną decyzję sędziów (30-26, 30-27, 30-26)
- Walka semi-pro w kategorii półśredniej:  Bartosz Wieczorek –  Jakub Lubas

Zwycięstwo Wieczorka przez jednogłośną decyzję sędziów (30-27, 30-27, 30-27)

Nagrody bonusowe: Nie przyznano

### Babilon MMA 50: Mendlewski vs. Lamparski
Walka wieczoru
- Walka o pas mistrzowski Babilon MMA w kategorii lekkiej:  Krzysztof Mendlewski –  Filip Lamparski

Zwycięstwo Mendlewskiego przez TKO (ciosy pięściami w parterze) w 1 rundzie
Karta główna
- Walka w kategorii ciężkiej:  Oli Thompson –  Szymon Kołecki

Zwycięstwo Kołeckiego przez jednogłośną decyzję sędziów
- Walka w kategorii półciężkiej:  Adam Kowalski –  Marcin Łazarz

Zwycięstwo Łazarza przez TKO w 1 rundzie
- Walka w kategorii ciężkiej:  Karol Frąckowiak –  Denis Labryga

Zwycięstwo Labrygi przez TKO (ciosy pięściami) w 1 rundzie
- Walka kick-bokserska (K-1) w umownym limicie -68 kg:  Adrian Gunia –  Mert Aslan

Zwycięstwo Guni przez jednogłośną decyzję sędziów
- Walka w kategorii półciężkiej:  Maciej Gradecki –  Michał Rudzki

Zwycięstwo Rudzkiego przez TKO w 1 rundzie
- Walka kick-bokserska (K-1) w umownym limicie -71 kg:  Marcel Piersa –  Eliasz Cholajda

Zwycięstwo Cholajdy przez TKO (trzy nokdauny) w 3 rundzie
Karta wstępna
- Walka semi-pro w kategorii lekkiej:  Hubert Iracki  –  Maks Karkula

Zwycięstwo Irackiego przez poddanie (duszenie trójkątne nogami) w 2 rundzie
- Walka semi-pro w kategorii piórkowej:  Erik Ruszanjan –  Stanislau Karpets

Zwycięstwo Ruszanjana przez jednogłośną decyzję sędziów (30-27, 29-26, 29-28, 30-27)
- Walka semi-pro kobiet w kategorii muszej:  Daria Brzozowska –  Julia Ratajczak

Zwycięstwo Brzozowskiej przez poddanie w 1 rundzie

Nagrody bonusowe: Nie przyznano

### Babilon MMA 51: Kołecki vs. Mysiala
Walka Wieczoru:
- Walka w kategorii półciężkiej:  Szymon Kołecki  –  Przemysław Mysiala

Zwycięstwo Kołeckiego przez jednogłośną decyzję sędziów
Karta Główna::
- Walka w kategorii półciężkiej:  Iwo Baraniewski –  Kamil Stachura

Zwycięstwo Baraniewskiego przez TKO w 1 rundzie
- Walka kick-bokserska (K-1) w umownym limicie -65 kg:  Jan Lodzik –  Mateusz Rajewski

Zwycięstwo Rajewskiego przez jednogłośną decyzję sędziów
- Walka w kategorii lekkiej:  Sebastian Rajewski –  Ołeksandr Moisa

Zwycięstwo Moisy przez TKO w 2 rundzie
- Walka w kategorii półciężkiej:  Michał Rudzki –  Damian Floriańczyk

Zwycięstwo Floriańczyka przez poddanie w 1 rundzie
- Walka w kategorii średniej:  Bartłomiej Bielawski –  Adam Sobczak

Zwycięstwo Bielawskiego przez poddanie w 1 rundzie
Karta Wstępna:
- Walka semi-pro w kategorii półciężkiej:  Jakub Cuber –  Antoni Tadeusiak

Zwycięstwo Tadeusiaka przez poddanie w 2 rundzie
- Walka semi-pro w kategorii koguciej:  Dominik Tomporowski –  Julian Stencel

Zwycięstwo Tomporowskiego przez poddanie w 2 rundzie
- Walka semi-pro w kategorii piórkowej:  Franciszek Delura –  Stanisław Telejko

Zwycięstwo Telejko przez poddanie w 2 rundzie

Nagrody bonusowe: Nie przyznano

### Babilon MMA 52: Mendlewski vs. Skrzek
Walka Wieczoru:
- Walka o pas mistrzowski Babilon MMA w kategorii lekkiej:  Krzysztof Mendlewski –  Marcin Skrzek

Zwycięstwo Mendlewskiego przez TKO w 4 rundzie

Karta Główna::
- Walka w kategorii średniej:  Szymon Herrmann –  Mariusz Krzeszowski

Zwycięstwo Herrmanna przez jednogłośną decyzję sędziów
- Walka w kategorii piórkowej:  Szymon Rakowicz –  Gabriel Gilthon

Zwycięstwo Rakowicza przez poddanie w 1 rundzie
- Walka w kategorii półciężkiej:  Jehor Olijnyk –  Ian Kuchler Luna

Zwycięstwo Olijnyka przez TKO w 1 rundzie
- Walka w kategorii średniej:  Kamil Woźny –  Sebastian Szweda

Zwycięstwo Szwedy przez niejednogłośną decyzję sędziów
- Walka kick-bokserska (K-1) w umownym limicie -79 kg:  Jacek Kubasiak –  Adam Wójtowicz

Zwycięstwo Kubasiaka przez TKO w 3 rundzie
- Walka w kategorii średniej:  Krzysztof Pitoń –  Damian Greń

Zwycięstwo Grenia przez TKO w 1 rundzie
- Walka w kategorii lekkiej:  Hubert Iracki –  Michał Bergman

Zwycięstwo Irackiego przez poddanie w 3 rundzie

Karta Wstępna:
- Walka semi-pro w kategorii lekkiej:  Maks Karkula –  Olgierd Kozielski

Zwycięstwo Kozielskiego przez jednogłośną decyzję sędziów
- Walka semi-pro w kategorii muszej:  Daria Brzozowska –  Małgorzata Popowicz

Zwycięstwo Brzozowskiej przez poddanie w 3 rundzie

Nagrody bonusowe:
- Walka wieczoru →  TBA –  TBA

### Babilon MMA 53: Kołecki vs. Łazarz
Walka Wieczoru:
- Walka w kategorii półciężkiej:  Szymon Kołecki –  Marcin Łazarz

Zwycięstwo Łazarza przez TKO w 2 rundzie
Karta Główna::
- Walka w kategorii średniej:  Samuel Vogt –  Carlos Salazar

Zwycięstwo Salazara przez KO w 1 rundzie
- Walka w kategorii ciężkiej:  Jacek Kujtkowski –  Michał Piwowarski

Zwycięstwo Piwowarskiego przez poddanie w 2 rundzie
- Walka w kategorii lekkiej:  Gracjan Wyroślak –  Konrad Furmanek

Zwycięstwo Wyroślaka przez KO w 3 rundzie
- Walka w kategorii półśredniej:  Rafał Błachuta –  Robert Maciejowski

Zwycięstwo Błachuty przez poddanie w 2 rundzie
- Walka w kategorii piórkowej:  Jakub Syc –  Filip Jarocki

Zwycięstwo Syca przez jednogłośną decyzję sędziów
- Walka semi-pro w kategorii piórkowej:  Erik Ruszanjan –  Jakub Błachowicz

Zwycięstwo Ruszanjana przez TKO w 1 rundzie
Karta Wstępna:
- Walka semi-pro w kategorii średniej:  Marcin Budnik –  Piotr Jaroszewski

Zwycięstwo przez poddanie w 1 rundzie
- Walka semi-pro w kategorii lekkiej:  Paweł Kopaczka –  Szymon Pustelnik

Zwycięstwo Pustelnika przez TKO w 3 rundzie
- Walka semi-pro w umownym limicie -63 kg:  Krystian Jakowicz –  Jakub Cichowicz

Zwycięstwo Jakowicza przez poddanie w 1 rundzie

### Babilon MMA 54: Błachuta vs. Szczęsny
- Walka o pas mistrzowski Babilon MMA w kategorii półśredniej:  Rafał Błachuta –  Krystian Szczęsny[63]
- Walka w kategorii półciężkiej:  Przemysław Mysiala –  Kleber Raimundo Silva[64]
- Walka w kategorii półciężkiej:  Jehor Olijnyk –  Damian Floriańczyk[65]
- Walka w kategorii średniej:  Tobiasz Lewandowski –  Kamil Woźny[66]
- Walka w kategorii ciężkiej:  Jacek Kujtkowski –  Marcin Szołtysik[67]
- Walka w kategorii półciężkiej:  Piotr Więcławski –  Rafał Jaszczuk[68]